# Stosatea minima
Stosatea minima är en mångfotingart som beskrevs av Pius Strasser 1974. Stosatea minima ingår i släktet Stosatea och familjen orangeridubbelfotingar. Inga underarter finns listade i Catalogue of Life.